# Pawel Dawydowitsch Ettinger
Pawel Dawydowitsch Ettinger (meist Pavel Ettinger, russisch Павел Давыдович Эттингер Pawel Dawydowitsch Ettinger, wiss. Transliteration Pavel Davydovič Ėttinger; geboren am 10. Oktober 1866 in Lublin; gestorben am 15. September 1948 in Moskau) war ein russischer Kunstkritiker und -sammler.

## Leben
Ettinger absolvierte ein kaufmännisches Studium an der deutschen Handelsfakultät des Polytechnikums in Riga, das er im Jahr 1887 mit dem Diplom abschloss. Anschließend begann er als Bankkaufmann in Moskau zu arbeiten. Zugleich beschäftigte er sich mit Kunstgegenständen und wurde 1903 Kunstkritiker für die Tageszeitung Vedomosti. Er verfasste Beiträge für unterschiedliche europäische Kunstzeitschriften, so beispielsweise von 1904 bis 1922 für die Londoner Zeitschrift The Studio (für die er als Moskau-Korrespondent arbeitete), für die russischen Zeitschriften Мир искусства Mir iskusstva (1904) und Весы Vesy (1905), 1907 bis 1914 für Die Kunst und 1909 bis 1930 für den Cicerone sowie Artikel für das Allgemeine Lexikon der Bildenden Künstler von der Antike bis zur Gegenwart.
Er führte einen umfangreichen Briefwechsel mit bekannten Künstlern und Kulturschaffenden aus ganz Europa, darunter Marc Chagall.
Er gilt als einer der ersten Sammler von Plakaten. Im Jahr 2012 wurde seine Plakatsammlung im Puschkin-Museum in Moskau ausgestellt. Sein Interesse galt der Geschichte der Grafik. Ettinger trug zur Verbreitung polnischer Kunst in der russischen Gesellschaft bei, indem er unter anderem Kontakte zwischen polnischen und russischen Sammlern knüpfte. Zu seiner Sammlung gehörte auch eine umfangreiche Bibliothek mit rund 11.000 Bänden mit Werken über die polnische Literatur und Kunst und Themen aus dem Bereich der Bücherdekoration. Zahlreiche von ihm verfasste Artikel zur Kunst und Exlibrisforschung erschienen bei deutschen, französischen, polnischen, russischen und tschechischen Verlagen. Seine Sammlung umfasst zudem russische Kunst aus den Jahren 1910 bis 1930. Sie befindet sich im Besitz des Museums für Privatsammlungen in Moskau. Ettinger hatte in seinem Testament bestimmt, dass seine Sammlung dem Puschkin-Museum für bildende Künste gestiftet werden sollte. Sie besteht aus mehr als 12.000 Werken, die sich in mehreren Abteilungen des Museums, überwiegend in der Grafikausstellung, befinden. Bereits 1934 schenkte Ettinger dem Staatlichen Museum für Neue Westliche Kunst seine Sammlung polnischer Plakate des späten 19. und frühen 20. Jahrhunderts.

## Schriften (Auswahl)
- Polnische Exlibris. In: Exlibris, Buchkunst und angewandte Graphik. Jg. 18, Heft 2, 1908, S. 41–52 (Textarchiv – Internet Archive).
- Boris Kustodjew. In: Die Kunst für alle. Malerei, Plastik, Graphik, Architektur. Band 27 (1911–1912), Heft 13, 1. April 1912, S. 305–309, urn:nbn:de:bsz:16-diglit-130907 (digi.ub.uni-heidelberg.de).
- Konstantin Somoff. In: Die Kunst für alle. Malerei, Plastik, Graphik, Architektur. Band 28 (1912–1913), Heft 7, 1. Januar 1913, S. 145–152 (digi.ub.uni-heidelberg.de).
- mit Julian Klukowski: Odgłosy: księga zbiorowa. nakładem Stowarzyszenia Dom Polski, Moskau 1916 (dlibra.kul.pl).
- Museen, Sammlungen und Denkmalpflege in Sowjetrussland. In: Der Cicerone. Halbmonatsschrift für die Interessen des Kunstforschers & Sammlers. Band 12, Heft 13/14, 1921, S. 390–393 (digi.ub.uni-heidelberg.de).
- Urywki z listów polskiego bibljofila w Moskwie. Band 1926–1927. Towarzystwo Miłośników Książki, Krakau 1927 (polona.pl – mehrere Teile).
- Die modernen Franzosen in den Kunstsammlungen Moskaus. In: Der Cicerone. Halbmonatsschrift für die Interessen des Kunstforschers & Sammlers. 18, Heft 1 und Heft 4, 1926, S. 16–26 (digi.ub.uni-heidelberg.de digi.ub.uni-heidelberg.de).